# Arsenuranospathit
Arsenuranospathit ist ein sehr selten vorkommendes Mineral aus der Mineralklasse der „Phosphate, Arsenate und Vanadate“. Es kristallisiert im tetragonalen Kristallsystem (möglicherweise jedoch orthorhombisch und pseudotetragonal) mit der chemischen Zusammensetzung
HAl(UO2)4(AsO4)4·40H2O und ist chemisch gesehen ein wasserhaltiges Aluminium-Uranyl-Arsenat. Das Mineral entwickelt häufig lattenartige, blassgelbe bis braune Kristalle.

## Etymologie und Geschichte
Arsenuranospathit wurde 1959 von Kurt Walenta an einer Mineralprobe aus Menzenschwand erstbeschrieben. Walenta bezeichnete das Mineral als Arsenuranospathit aufgrund seines Arsengehaltes und seiner Ähnlichkeit zum Uranospathit.

## Klassifikation
In der veralteten 8. Auflage der Mineralsystematik nach Strunz war der Arsenuranospathit noch nicht aufgeführt.
In der zuletzt 2018 überarbeiteten Lapis-Systematik nach Stefan Weiß, die formal auf der alten Systematik von Karl Hugo Strunz in der 8. Auflage basiert, erhielt das Mineral die System- und Mineralnummer VII/E.04-020. Dies entspricht der Klasse der „Phosphate, Arsenate und Vanadate“ und dort der Abteilung „Uranyl-Phosphate/Arsenate und Uranyl-Vanadate mit [UO2]2+–[PO4]/[AsO4]3− und [UO2]2+–[V2O8]6−, mit isotypen Vanadaten (Sincositreihe)“, wo Arsenuranospathit zusammen mit Uranospathit eine unbenannte Gruppe mit der Systemnummer VII/E.04 bildet.
Die von der International Mineralogical Association (IMA) zuletzt 2009 aktualisierte 9. Auflage der Strunz’schen Mineralsystematik ordnet den Arsenuranospathit in die Klasse der „Phosphate, Arsenate und Vanadate“ und dort in die Abteilung „Uranylphosphate und Arsenate“ ein. Hier ist das Mineral in der Unterabteilung „UO2 : RO4 = 1 : 1“ zu finden, wo es zusammen mit Uranospathit die „Uranospathitgruppe“ mit der Systemnummer 8.EB.25 bildet.
In der vorwiegend im englischen Sprachraum gebräuchlichen Systematik der Minerale nach Dana hat Arsenuranospathit die System- und Mineralnummer 40.02a.23.01. Das entspricht der Klasse der „Phosphate, Arsenate und Vanadate“ und dort der Abteilung „Wasserhaltige Phosphate etc.“. Hier findet er sich innerhalb der Unterabteilung „Wasserhaltige Phosphate etc., mit A2+(B2+)2(XO4) × x(H2O), mit (UO2)2+“ als einziges Mitglied in einer unbenannten Gruppe mit der Systemnummer 40.02a.23.

## Kristallstruktur
Arsenuranospathit kristallisiert tetragonal in der Raumgruppe P42/n (Raumgruppen-Nr. 86) mit den Gitterparametern a = 7,28 Å, b = 7,28 Å und c = 20,73 Å sowie zwei Formeleinheiten pro Elementarzelle. Bisher (Stand: August 2014) liegen zum Uranospathit nur die von Walenta veröffentlichten Daten vor. Er selbst vermutet, dass das Mineral lediglich pseudo-tetragonal und, wie auch der Uranospathit, eigentlich orthorhombisch ist; dies konnte bisher jedoch noch nicht verifiziert werden. Eine Einkristallstrukturanalyse fehlt auch weiterhin.

## Eigenschaften
Das Mineral ist durch seinen Urangehalt von bis zu 39,9 % radioaktiv. Unter Berücksichtigung der Mengenanteile der radioaktiven Elemente in der idealisierten Summenformel sowie der Folgezerfälle der natürlichen Zerfallsreihen wird für das Mineral eine spezifische Aktivität von etwa 71,5 kBq/g angegeben (zum Vergleich: natürliches Kalium 0,0312 kBq/g). Der zitierte Wert kann je nach Mineralgehalt und Zusammensetzung der Stufen deutlich abweichen, auch sind selektive An- oder Abreicherungen der radioaktiven Zerfallsprodukte möglich und ändern die Aktivität.
In trockener Umgebung wandelt sich Arsenuranospathit unter Abgabe eines Teils seines Kristallwassers zu HAl(UO2)4(AsO4)4·20H2O um. Dieser Prozess ist umkehrbar, wenn das Mineral unmittelbar nach der Dehydratisierung einer kalt-feuchten Atmosphäre ausgesetzt wird. Nach längerer Zeit im dehydratisierten Zustande ist der Prozess irreversibel.
Unter UV-Licht zeigt Arsenuranospathit eine schwache grünliche Fluoreszenz mit variierender Intensität.

## Bildung und Fundorte

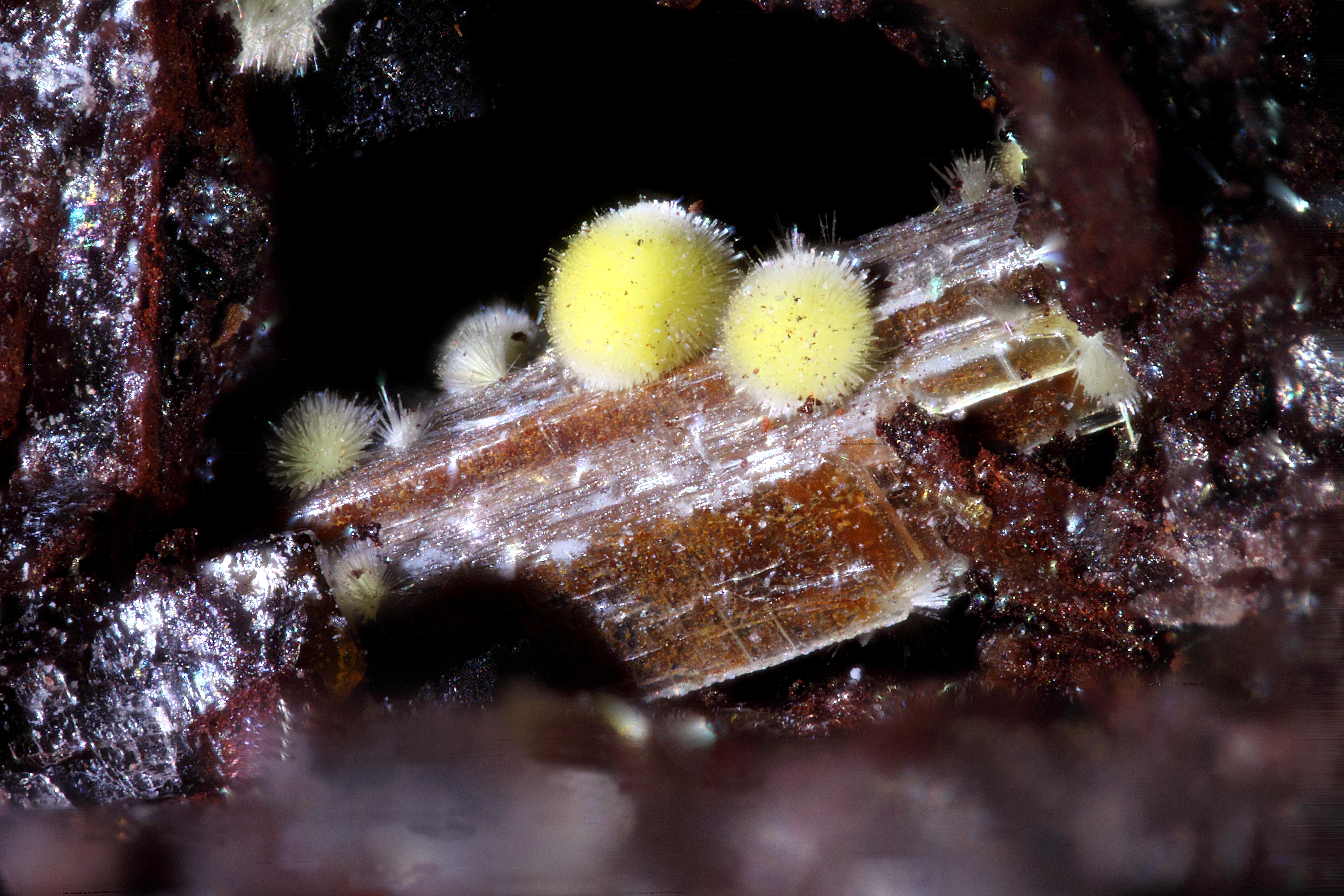
Brauner Arsenuranospathit mit aufgewachsenen, radialstrahligen Aggregaten von Uranophan-α aus der Grube Krunkelbach, Menzenschwand, Deutschland (Bildbreite: 4,6 mm)

Arsenuranospathit bildet sich als Sekundärmineral in der Oxidationszone von Uran-Lagerstätten. Es tritt auf Baryt sowie in Paragenese mit Limonit, Zeunerit, Uranophan, Studtit sowie Mischkristallen von Uranocircit-Heinrichit auf. Weitere Begleitminerale sind Uranospathit, Metakirchheimerit, Uranospinit und Ianthinit.
Weltweit tritt Arsenuranospathit nur sehr selten auf. In Deutschland ist das Mineral aus der Grube Krunkelbach bei Menzenschwand sowie aus der Grube Sophia bei Wittichen bekannt. Weitere Fundorte sind Schnellingen und St. Ulrich sowie die Uranlagerstätte Bühlskopf in Ellweiler. In der Schweiz ist es aus La Creusaz im Kanton Wallis bekannt. Die einzigen weiteren bekannten Fundorte sind Rabejac bei Lodève im Département Hérault in der Region Okzitanien sowie die Les Sagnes Mine bei Razès und La Crouzille bei Saint-Sylvestre im Département Haute-Vienne in der Region Nouvelle-Aquitaine, die Lagerstätte Bota-Burum am Alakölsee in Kasachstan sowie Jáchymov in der Tschechischen Republik.

## Vorsichtsmaßnahmen
Aufgrund der Toxizität und der starken Radioaktivität des Minerals sollten Mineralproben vom Arsenuranospathit nur in staub- und strahlungsdichten Behältern, vor allem aber niemals in Wohn-, Schlaf- und Arbeitsräumen aufbewahrt werden. Ebenso sollte eine Aufnahme in den Körper (Inkorporation, Ingestion) auf jeden Fall verhindert und zur Sicherheit direkter Körperkontakt vermieden sowie beim Umgang mit dem Mineral Atemschutzmaske und Handschuhe getragen werden.